# Segundo Consistório Ordinário Público de 1836

## Cardeais Eleitores
| Nº                  | País                | Nome                    | Idade               | Cargo                                                    | Título ou Diaconia                            |
| Revelado In Pectore | Revelado In Pectore | Revelado In Pectore     | Revelado In Pectore | Revelado In Pectore                                      | Revelado In Pectore                           |
| ------------------- | ------------------- | ----------------------- | ------------------- | -------------------------------------------------------- | --------------------------------------------- |
| 1                   | Itália              | Pietro Ostini           | 61                  | Núncio apostólico na Áustria                             | Cardeal-presbítero de São Clemente            |
| 2                   | Itália              | Luigi Frezza            | 53                  | Secretário para as Relações com os Estados               | Cardeal-presbítero de Santo Onofre            |
| 3                   | Itália              | Costantino Patrizi Naro | 37                  | Prefeito da Prefeitura dos Sagrados Palácios Apostólicos | Cardeal-presbítero de São Silvestre em Capite |